# Jeff Blando
Jeff Bland, detto Blando (Flint, 6 dicembre 1964), è un chitarrista statunitense, membro degli Slaughter e della band solista del cantante Vince Neil dei Mötley Crüe.

## Discografia

### Con i Left for Dead
- Beatings from Orlando (1995)

### Con gli Slaughter
- Back to Reality (1999)

### Con i Crash
- Live from Daytona (2001)

### Con Vince Nail
- Tattoos and Tequila (2010)